# 沙尔奈莱沙隆
沙尔奈莱沙隆（法語：Charnay-lès-Chalon，法語發音：[ʃaʁnɛ lɛ ʃalɔ̃]）是法国索恩-卢瓦尔省的一个市镇，属于索恩河畔沙隆区。

## 地名
“沙尔奈莱沙隆”（Charnay-lès-Chalon）一名在法语中意为“沙隆附近的沙尔奈”（介词“lès”意为“在……附近”；“沙隆”指索恩-卢瓦尔省副省会索恩河畔沙隆），不过两地的直线距离超过20千米。

## 地理
沙尔奈莱沙隆（46°56'19"N, 5°5'34"E）面积9.24 平方千米，位于法国勃艮第-弗朗什-孔泰大區索恩-卢瓦尔省，该省份为法国中部省份，北起顺时针与科多尔省、汝拉省、安省、罗讷省、卢瓦尔省、阿列省和涅夫勒省接壤。
与沙尔奈莱沙隆接壤的市镇（或旧市镇、城区）包括：希夫尔、索恩河畔布拉尼、埃屈埃勒、蒙莱瑟尔、蓬图、索尼耶尔。
沙尔奈莱沙隆的时区为UTC+01:00、UTC+02:00（夏令时）。

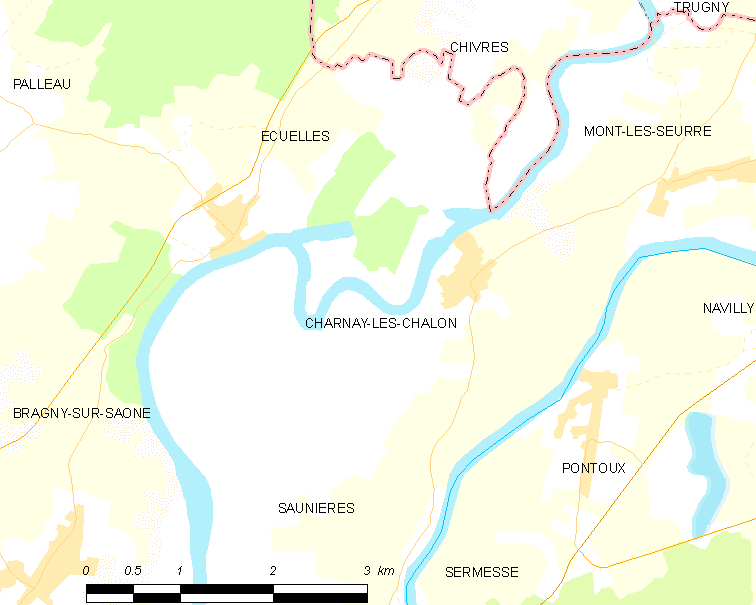
沙尔奈莱沙隆的OSM定位图

## 行政
沙尔奈莱沙隆的邮政编码为71350，INSEE市镇编码为71104。

## 政治
沙尔奈莱沙隆所属的省级选区为热尔日县。

## 人口

1962-2008年间沙尔奈莱沙隆人口变化图示

沙尔奈莱沙隆于2022年1月1日时的人口数量为192人。